# Jean Hersholt i København
|  | Denne artikel er oprettet af botten Steenthbot ud fra en ekstern database. Den kan derfor have sproglige fejl eller mangler. Denne skabelon kan fjernes efter kontrol af indholdet. |

Jean Hersholt i København er en dansk dokumentarisk optagelse fra 1948.

## Handling
Frokost i Bakkehuset på Rahbeks Allé i forbindelse med reception for Jean Hersholt, afholdt af H.C. Andersen-Samfundets Københavns-Afdeling, som ønsker at takke dansk-amerikaneren for hans store engagement. Hersholt udgav i 1942 en bog med udvalgte H.C. Andersen-eventyr oversat til amerikansk. Formentlig 11. juni 1948.

## Medvirkende
- Jean Hersholt
- Ebbe Rode
- Poul Reichhardt
- Bodil Kjer